# Наскальные рисунки Павлодарского Прииртышья
Наскальные рисунки павлодарского Прииртышья — редкие памятники первобытного искусства.
Впервые наскальные рисунки на территории области были зафиксированы ещё в начале XX в. Н.Коншиным в урочище Жаксы-Караджан, расположенном в южной части области, вероятно, в Ашаманских горах. Точное место этих рисунков пока не установлено, так как с тех пор о них никто не сообщал.

## Территория расположения

### Озеро Жасыбай
Наскальные рисунки, выполненные охрой, были обнаружены на юго-восточном берегу оз. Джасыбай в 1926 русским географом и путешественником П. Дравертом, который сделал их описание. Эти рисунки, а также ряд других, сделанных первобытными людьми на скалах Баянаульских гор, неоднократно изучались в 1970-е гг. павлодарскими краеведами и журналистами Л. Л. Гайдученко, С. А. Музалевским, Л.Сафоновой, П. И. Оноприенко и другими.

### Урочище Акбидаик
Наскальные рисунки, выполненные рельефным способом, были обнаружены в начале 70-х гг. Экибастузским краеведом О.Моолем на р. Оленты, в окрестностях с. Тай.
Интересным памятниками первобытного искусства являются наскальные рисунки урочища Акбидаик, в 30 км к Востоку от г. Экибастуза, недалеко от станци Майкаин. В настоящее время на территории Павлодарской области известно не менее десятка памятников первобытного наскальноо искусства, расположенных на северо-восточной окраине Сары-Арки и в Баянаульских горах. Наиболее интересными и волнующими своей неповторимой реалистичностью являются писаницы урочища Акбидаик, расположенном к Югу от железной дороги Павлодар- Экибастуз, в неск. км от станции Майкаин у юго-восточного склона небольшой сопки, где имеются многочисленные останцы палеогеновых песчаников, на одном из которых размещаются петроглифы. Они выполнены на ровной, выветренной поверхности камня, покрытого красной коркой. На его плоскости, слегка наклоненной к Северо-Западу, размещена основная галерея петроглифов с изображениями лошадей, следующих в западном направлении. Первая, самая группа петроглифов, представлена антропоморфными изображениями примитивного математического или знаково-символического характера. Они выполнены техникой простой точечной выбивки, грубым видимо, каменным инструментом. Это — фигурки «пляшущих» человечков с широко расставленными руками и ногами. Рядом с ними имеются изображения то мифических животных. Вероятно, эти рисунки относятся к каменному веку, аналогии им известны во мн. пам. Европы и Азии. Подобные изображения имеются во всемирно известной галерее петроглифов в урочище Кобыстан на берегу Каспийского моря в Азербайджане, и неделеко от города Баку. Их относят к эпохе мезолита — 10-7 тысячелетие до н. э. Каменным веком датируют такие изображения и казахстанские исследователи петроглифов: А. Г. Медоев, З. С. Самашев и др. Кроме антропоморфных изображений и лошадей, имеются рисунки быков с опущенной вниз головой и торчащими вперед длинными рогами. Такие изображения обычно датируются эпохой энеолита и связаны с периодом становления производящего хозяйства на территории Евразийских степей. Другое изображение быка, бегущего в галопе, может относиться к эпохе развитой бронзы. Культ быка существовал у андроновских племен, с которыми, вероятно, нужно связывать данный сюжет. Следующий по хронологии сюжет связан со скифо-сакским периодом. Он представлен изображением горного козла, перекрывшего частично бегущего быка и самок оленей без рогов.

### Баянаульский лесной массив
Совершенно особый пласт культуры Сары-Арки отражают петроглифы Баянаульского горно-лесного массива, представляющие собой образцы древней живописи выполненные особой техникой относиться уже на стенах и потолочной части гротообразных ниш гранитных скал. Их наносили охрой — минеральной краской кирпично-красного цвета. Эти рисунки также носят ритуальный характер и представлены в основном антропоморфными изображениями.
Рисунки в «Гроте Драверта», наиболее известные из всех памятников первобытного искусства Павлодарской области. В настоящее время они уже очень плохо просматриваются и лучше всего их можно рассмотреть по иллюстрации, сделанной в работе П. Л. Драверта, — "Грот с писаницей на озере «Джасыбай в окрестностях Баян-Аула». Это несколько антропоморфных фигурок, размещенных на потолочной части гронта. В целом, они напоминают рунические письмена, но расположенные не линейно, а концентрично в одном месте.
Гораздо лучше подобные рисунки сохранились в нишах скалы на сев.-зап. берегу озера Джасыбай, где помимо антропоморфных изображений, есть рисунки птиц, жилищ, солярной символики, лука и стрел. Они и также знаково-символического характера и, в отличие от зооморфного искусства Олентинских и Акбидаикских писаниц, представляют собой это направление, типичное для эпохи мезолита и древней живописи, неолита 10-5 тыс. до н. э. Аналогии им можно найти во многих памятниках. Например, в рисунках Вост. Казахстана, известных ещё с XIX в. в Верхнем Приртышье в гроте Ак-Баур.
Известны такие рисунки в гроте Ак-Чункур в Киргизии и на Урале. Появление подобных антропоморфных изображений некоторые исследователи связывают с развитием в эпоху неолита шаманского культа. Так или иначе, они являются свидетельством духовной жизни древнейших обитателей Баянаульских гор. Где, видимо, существовал один из наиболее мощных центров древней культуры Павлодарской области и Казахстана в целом. Что подтверждается огромным количеством памятников истории и археологии, расположенных в Баянаульском горно-лесном массиве и его окрестностях. Это поселения и могильники развитой и поздней бронзы, относящиеся к андроновской и Бегазы-дандыбаевской культурам, курганы кочевников раннего жела и средних вв., которые также оставили на скалах Баянаула свои рисунки. Они представлены изображениями всадников с копьями и флажками, размещенными на отдельной небольшой скале, находящейся между двумя ручьями в районе горы Булка.

### Озеро Торайгыр
Несколько иные образцы древнего искусства оставили племена скифо-сакской эпохи, представленные также зооморфными изображениями скифских «летящих» оленей и горных козлов, нанесенными на каменные стелы, которые они устанавливали возле ритуальных курганов с «усами» и поминальных оградок. Такой комплекс обнаружен на восточном берегу оз. Торайгыр. Эти рисунки изображались на каменных стелах, символизировавших человеческую фигуру. Подобные изображения были обнаружены на мумифицированном теле сакского вождя, погребенного в одном из пазырыкских курганов на Алтае. В соответствии с данной традицией, древние кочевники Центр. Азии, сооружая поминальные стелы, наносили на их поверхность, словно на тело своего вождя, рисунки тотемных животных, а также некоторые детали его снаряжения и изображения оружия: лука, кинжала, чекана и иных предметов. Эти памятники отражают один из этапов в истории скифо-сакских племен, связанный с их миграцией с Востока на 3апад но довольно редко встречаются на территории Казахстана.